# Rhynchosia ciliata
Rhynchosia ciliata là một loài thực vật có hoa trong họ Đậu. Loài này được (Thunb.) Druce miêu tả khoa học đầu tiên.